# 1946년 전국체육대회 축구 일반부 남자
1946년 전국체육대회 축구 일반부 남자는 미군정 조선 서울특별자유시에서 개최된 1946년 전국체육대회 축구의 세부 종목이다.

## 예선
조선축구협회는 1946년 9월 22일까지 참가 접수를 받아, 1946년 9월 24일부터 9월 28일까지 서울운동장에서 서울특별자유시 및 경기도 지역 예선을 진행했다.

## 경기 결과
|  | 4강             | 4강             |                  |   | 결승 | 결승 |
|  |                 |                 |                  |   |      |      |
|  | 서울            |                 |                  |   |      |      |
|  |                 |                 |                  |   |      |      |
|  | 운수 축구단     | 6               |                  |   |      |      |
|  | 운수 축구단     | 6               | 10월 20일 - 서울 |   |      |      |
|  | 전주 축구단     | 1               |                  |   |      |      |
|  | 전주 축구단     | 1               | 운수 축구단      | 1 |      |      |
|  | 서울            |                 | 운수 축구단      | 1 |      |      |
|  |                 | 조일양조 축구단 | 0                |   |      |      |
|  | 조일양조 축구단 | 조일양조 축구단 | 0                | 5 |      |      |
|  | 조일양조 축구단 |                 |                  | 5 |      |      |
|  | 삼척 축구단     | 0               |                  |   |      |      |
|  | 삼척 축구단     | 0               |                  |   |      |      |

### 4강
| 조일양조 축구단 | 5 : 0 | 삼척 축구단 |
| --------------- | ----- | ----------- |
|                 |       |             |

| 운수 축구단 | 6 : 1 | 전주 축구단 |
| ----------- | ----- | ----------- |
|             |       |             |

### 결승
| 운수 축구단 | 1 : 0 | 조일양조 축구단 |
| ----------- | ----- | --------------- |
|             |       |                 |

## 참고 문헌
- 대한체육회 (1970). 《대한체육회 50년》. 2020년 11월 8일에 원본 문서에서 보존된 문서. 2020년 11월 15일에 확인함.
- 대한체육회 (1990). 《대한체육회 70년사》. 2020년 11월 8일에 원본 문서에서 보존된 문서. 2020년 11월 15일에 확인함.
- 대한체육회 (2011). 《대한체육회 90년사》. 2020년 11월 8일에 원본 문서에서 보존된 문서. 2020년 11월 15일에 확인함.
- “제27회 전국체육대회 축구 일반부 남자 경기 결과”. 대한체육회.
- “朝鮮(조선)올림픽 蹴球部豫選(축구부예선)”. 동아일보. 1946년 9월 10일.
- “올림픽最□日戰績(최종일전적)”. 경향신문. 1946년 10월 22일.